# MX Superfly
MX Superfly featuring Ricky Carmichael è un videogioco di motociclismo del 2002 pubblicato da THQ per PlayStation 2, GameCube e Xbox.

## Modalità di gioco
In MX Superfly sono disponibili 22 circuiti e 14 motociclisti. La versione Xbox del gioco presenta contenuti scaricabili da Xbox Live.